# نيستور بولوم
نيستور بولوم (بالإنجليزية: Nestor Bolum) (مواليد 19 سبتمبر 1986) هو ملاكم نيجيري، مثّل بلاده في الألعاب الأولمبية الصيفية 2004.

## روابط خارجية
نيستور بولوم على موقع بوكس ريك (الإنجليزية) (registration required)
- نيستور بولوم على موقع أوليمبيديا (الإنجليزية)
- نيستور بولوم على موقع اتحاد ألعاب الكومنولث (مؤرشف) (الإنجليزية)
- نيستور بولوم على موقع دورة ألعاب الكومنولث 2006 (مؤرشف) (الإنجليزية)